# Caloptilia chrysitis
Caloptilia chrysitis är en fjärilsart som först beskrevs av Felder och Alois Friedrich Rogenhofer 1875.  Caloptilia chrysitis ingår i släktet Caloptilia och familjen styltmalar. Inga underarter finns listade i Catalogue of Life.

## Bildgalleri

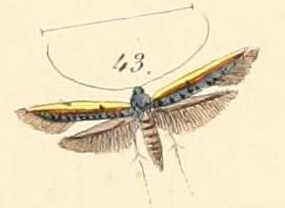